# 노학동
노학동(蘆鶴洞)은 대한민국 강원특별자치도 속초시의 동이다.

## 개요
노학동은 1966년 동제 실시 때, 종래의 노리(蘆里), 도리원리(桃李源里), 이목리(梨木里),척산리(尺山里), 신흥리(新興里)를 합쳐서 노학동이라고 명명하였다. 노학이란 이름은 노리(蘆里)의 '노(蘆)'자와 척산리 학사평(鶴沙坪)의 '학(鶴)'자를 딴 것이다.
노학동은 1998년 읍면동 통폐합으로 도시및 농촌이 어우러진 도농복합지역으로 대규모 아파트단지와 행정기관, 각급학교 등이 밀집 되어있어 속초시의 수부기능을 담당하고 있는 지역이다. 뛰어난 풍광으로 연수원, 콘도등 숙박단지가 조성되어 있으며 온천, 골프장 등  휴양시설은 물론 순두부, 토종닭요리, 딸기 등 다양한 먹거리와 학사평콩꽃마을, 척산토종닭마을, 응골딸기마을, 교동먹거리촌등 다양한 테마마을이 형성되어 있다.

## 법정동
- 노학동, 교동(일부지역)

## 기관
- 속초경찰서
- 속초세무서
- 속초소방서
- 속초세관
- 속초시 보건소

## 숙박
- 설악파인리조트